# ایست اتکا (نیویورک)
ایست اتکا (به انگلیسی: East Ithaca) یک منطقهٔ مسکونی در ایالات متحده آمریکا است که در شهرستان تامپکینز، نیویورک واقع شده‌است. ایست اتکا ۴٫۶ کیلومتر مربع مساحت و ۲٬۲۳۱ نفر جمعیت دارد و ۲۴۵ متر بالاتر از سطح دریا واقع شده‌است.